# Hoplocryptus bohemani
Hoplocryptus bohemani là một loài tò vò trong họ Ichneumonidae.